# Anabrus
Anabrus is een geslacht van rechtvleugeligen uit de familie sabelsprinkhanen (Tettigoniidae). De wetenschappelijke naam van dit geslacht is voor het eerst geldig gepubliceerd in 1852 door Haldeman.

## Soorten
Het geslacht Anabrus omvat de volgende soorten:
- Anabrus cerciata Caudell, 1907
- Anabrus longipes Caudell, 1907
- Anabrus simplex Haldeman, 1852
- Anabrus spokan Rehn & Hebard, 1920